# 国鉄タキ11200形貨車
国鉄タキ11200形貨車（こくてつタキ11200がたかしゃ）は、1968年（昭和43年）から製作された、リン酸専用の 35 t 積 貨車（タンク車）である。
私有貨車として製作され、日本国有鉄道（国鉄）に車籍編入された。1987年（昭和62年）4月の国鉄分割民営化後は日本貨物鉄道（JR貨物）に車籍を承継された。
本形式と同一の専用種別であるタキ11300形についても本項目で解説する。

## タキ11200形
タキ11200形は1968年（昭和43年）から1978年（昭和53年）にかけて14両（コタキ11200 - コタキ11213）が川崎車輛、新潟鐵工所、日本車輌製造にて製作された。
記号番号表記は特殊標記符号「コ」（全長 12 m 以下）を前置し「コタキ」と標記する。
本形式の他にリン酸を専用種別とする形式は、タ4200形（1両）、タム8200形（3両）、タキ1200形（1両）、タキ1250形（8両）、タキ3650形（1両）、タキ11300形（2両）、タキ17400形（2両）の7形式がある。
本形式の前級であるタキ1250形（ステンレス鋼製）は30t 積であり最終車両は1968年（昭和43年）7月9日の製造であった。次の車両の製造は本形式及びタキ11300形へと移行した。2形式とも35t 積でありそれぞれの形式の最初の車両（トップNo車）は、共に1968年（昭和43年）8月3日に川崎車輛にて製造された。複数の後継形式があることは一般的であるが、同一メーカーにて同時期に開発されることはまれであった。タンク体は本形式が耐候性高張力鋼（内部ゴムライニング）製であったのに対してタキ11300形は前級と同じステンレス鋼製であり、実容積は両形式とも22.1m3であった。
1979年（昭和54年）10月より化成品分類番号「侵80」（侵食性の物質、腐食性物質、危険性度合3（小））が標記された。
落成当時の所有者は、ラサ工業、新潟硫酸、燐化学工業、サン化学の4社であった。その後新潟硫酸所有車4両は1970年（昭和45年）8月19日にサン化学へ名義変更した。ラサ工業所有車2両は1975年（昭和50年）12月1日に東北肥料へ名義変更した。
1983年（昭和58年）4月に、サン化学と東北肥料が合併してコープケミカルとなった。これによりタキ11200形はコープケミカル10両、燐化学工業4両の2社に絞られた。
タキ5750形の設計を流用したため両形式の外観は酷似している。キセ（外板）なしドーム付きタンク車であり、荷役方式は上入れ、上出し式（S字管使用）である。
塗色は、黒であり、全長は10,800mm、全幅は2,420mm、全高は3,597mm、台車中心間距離は7,000mm、自重は14.5t、換算両数は積車5.0、空車1.4、最高運転速度は75km/h、台車は12t車軸を使用したTR41C、TR225である。
最後まで在籍した3両（コタキ11206 - コタキ11208）が1997年（平成9年）度に廃車、同時に形式消滅となった。

### 年度別製造数
各年度による製造会社と両数、所有者は次のとおりである。（所有者は落成時の社名）
- 昭和43年度 - 6両
  - 川崎車輛 2両 ラサ工業（コタキ11200 - コタキ11201）
  - 新潟鐵工所 4両 新潟硫酸（コタキ11202 - コタキ11205）
- 昭和45年度 - 1両
  - 日本車輌製造 1両 燐化学工業（コタキ11206）
- 昭和46年度 - 2両
  - 日本車輌製造 2両 燐化学工業（コタキ11207 - コタキ11208）
- 昭和48年度 - 1両
  - 日本車輌製造 1両 燐化学工業（コタキ11209）
- 昭和53年度 - 4両
  - 川崎重工業 4両 サン化学（コタキ11210 - コタキ11213）

## タキ11300形

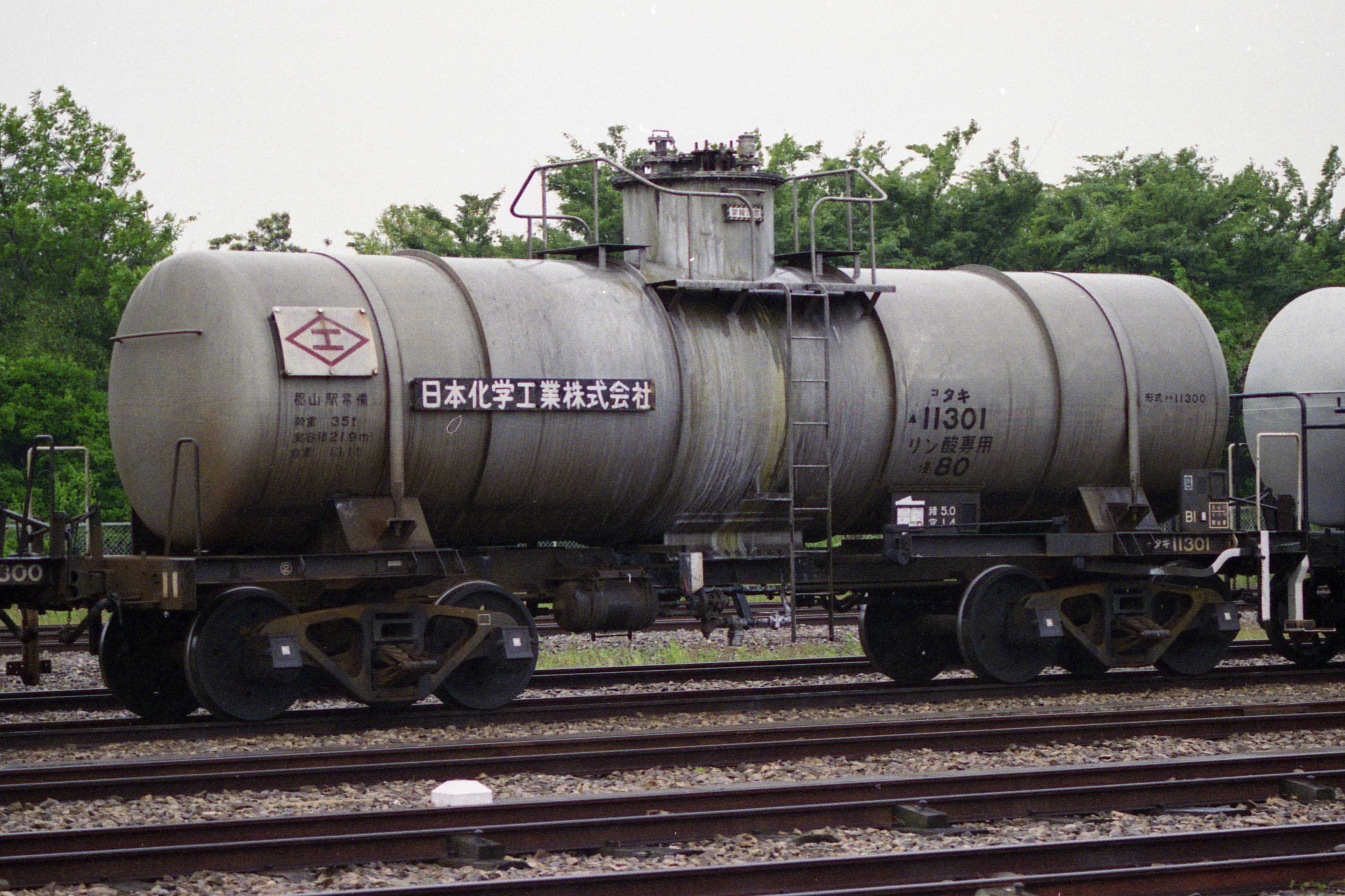
タキ11300形、タキ11301
1995年6月3日、半田埠頭駅

タキ11300形は、リン酸専用の35t 積タンク車として1968年（昭和43年）8月3日に川崎車輛にて1両（コタキ11300）、同年8月31日に汽車製造にて1両（コタキ11301）がそれぞれ製作された。
記号番号表記は特殊標記符号「コ」（全長 12 m 以下）を前置し「コタキ」と標記する。
1979年（昭和54年）10月より化成品分類番号「侵80」（侵食性の物質、腐食性物質、危険性度合3（小））が標記された。
所有者は、日本化学工業の1社のみでありその常備駅は、福島県の郡山駅であった。
2車の製造メーカーは異なるため、その両車の外観は大きく異なる。ドームの高低、補強環の有無が大きな識別点であった。荷役方式はマンホールからの上入れ、空気圧を使用した液出管からの上出し式である。
塗色は、ステンレス鋼地色（銀色）であり、全長は10,800mm、全幅は2,420mm、全高は3,647mm、台車中心間距離は7,000mm、自重は14.0t、換算両数は積車5.0、空車1.4、台車は12t車軸を使用したTR41Cである。
1987年（昭和62年）4月の国鉄分割民営化時には2両全車の車籍がJR貨物に継承されたが、1997年2月の廃車と同時に形式消滅となった。